# 드니프로강
드니프로강(우크라이나어: Дніпро 드니프로[*]) 또는 드네프르강(러시아어: Днепр 드네프르[*], 문화어: 드네쁘르강), 드냐프로강(벨라루스어: Дняпро 드냐프로)은 스몰렌스크주의 발다이 구릉 남쪽 기슭에서 발원하여 러시아, 벨라루스, 우크라이나를 남쪽과 서쪽으로 2,200 km 흐른 뒤 흑해로 들어가는 강이다. 드니프로강의 오극란 지역에는 상류에서부터 키이우호, 카니우호, 크레멘추크호, 카미얀시케호, 드니프로호, 카호우카호가 있다.

## 드니프로강변의 도시와 마을

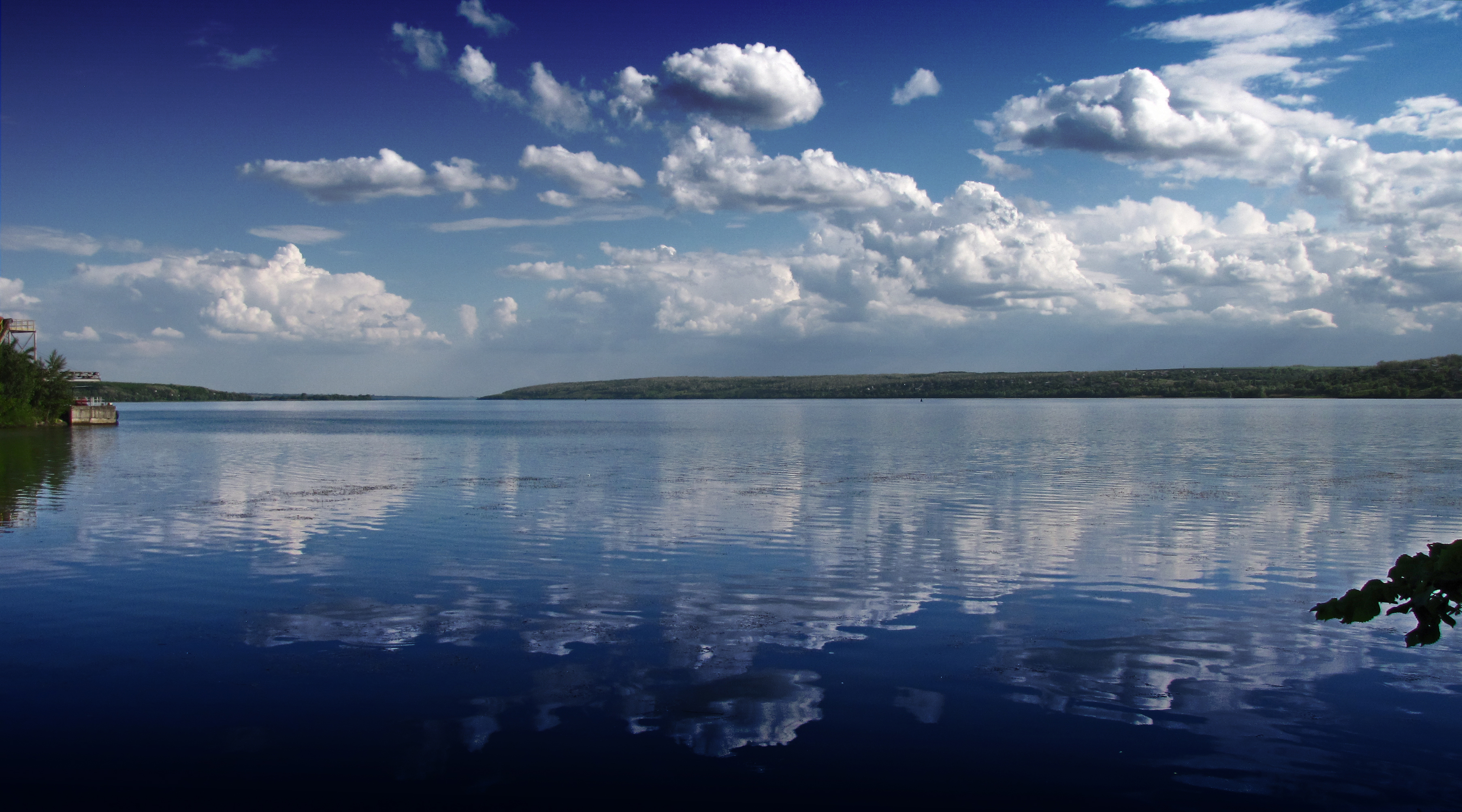
드니프로강

| 국가       | 도시         | 지역                   | 면적 (km2) |
| ---------- | ------------ | ---------------------- | ---------- |
| 러시아     | 도로고부시   | 스몰렌스크주           | 35.15      |
| 러시아     | 스몰렌스크   | 스몰렌스크주           | 166.35     |
| 벨라루스   | 오르샤       | 마힐료우주, 호멜주     | 38.90      |
| 벨라루스   | 슈클로우     | 마힐료우주             | 10.7       |
| 벨라루스   | 마힐료우     | 마힐료우주             | 110.5      |
| 벨라루스   | 라하초우     | 호멜주                 | 18.06      |
| 벨라루스   | 비하우       | 마힐료우주             | 2.3        |
| 벨라루스   | 줄로빈       | 호멜주                 | 28         |
| 벨라루스   | 레치차       | 스몰렌스크주           |            |
| 우크라이나 | 키이우       | 키이우주               | 839        |
| 우크라이나 | 카니우       | 체르카시주             | 17.4       |
| 우크라이나 | 체르카시     | 체르카시주             | 69.9       |
| 우크라이나 | 크레멘추크   | 폴타바주               | 96         |
| 우크라이나 | 카미얀스케   | 드니프로페트로우스크주 | 138        |
| 우크라이나 | 드니프로     | 드니프로페트로우스크주 | 405        |
| 우크라이나 | 자포리자     | 자포리자주             | 79         |
| 우크라이나 | 마르하네치   | 드니프로페트로우스크주 | 37         |
| 우크라이나 | 니코폴       | 드니프로페트로우스크주 | 50         |
| 우크라이나 | 노바카호우카 | 헤르손주               | 222.7      |
| 우크라이나 | 헤르손       | 헤르손주               | 135.7      |